# جو جونسون (لاعب سنوكر)
جو جونسون (بالإنجليزية: Joe Johnson)‏ (29 يوليو 1952) لاعب سنوكر إنجليزي محترف سابق فاز ببطولة العالم للسنوكر عام 1986.

## روابط خارجية
- جو جونسون على موقع CueTracker.net (الإنجليزية)
- جو جونسون على موقع بطولة العالم للسنوكر (الإنجليزية)

- الموقع الرسمي للسنوكر العالمي